# Álex Bergantiños
Pour les articles homonymes, voir Bergantiños (homonymie).
Alejandro Bergantiños García, né le 7 juin 1985 à La Corogne, est un footballeur espagnol qui évolue au poste de milieu défensif.

## Biographie
Le 2 mars 2017, lors de son premier match de Liga de la saison face à l'Atlético Madrid (1-1), il percute l'avant-centre des Colchoneros, Fernando Torres, au cours d'un duel aérien à la 85e minute. Ce dernier, blessé à la tête, doit être évacué sur civière. Si le caractère, volontaire ou non, de son acte fait débat, Bergantiños se rend tout de même au chevet de son adversaire peu de temps après. Dix jours après l'incident, le 12 mars 2017, Bergantiños fait parler de lui en mieux, en inscrivant de la tête (sur un corner d'Emre Çolak) le but qui permet au Deportivo La Corogne de décrocher une victoire de prestige (2-1) sur le FC Barcelone au Stade de Riazor.

## Statistiques
| Saison                | Club                       | Championnat           | Championnat | Championnat | Coupe(s) nationale(s) | Coupe(s) nationale(s) | Barrages | Barrages | Total | Total |
| Saison                | Club                       | Division              | M.          | B.          | M.                    | B.                    | M.       | B.       | M.    | B.    |
| 2008-2009             | Xerez CD (prêt)            | Liga Adelante         | 31          | 0           | 1                     | 0                     | -        | -        | 32    | 0     |
| 2009-2010             | Xerez CD (prêt)            | Liga BBVA             | 26          | 0           | 2                     | 0                     | -        | -        | 28    | 0     |
| Sous-total            | Sous-total                 | Sous-total            | 57          | 0           | 3                     | 0                     | -        | -        | 60    | 0     |
| 2010-2011             | Grenade CF (prêt)          | Liga Adelante         | 6           | 0           | 1                     | 0                     | -        | -        | 7     | 0     |
| 2011                  | Gimnàstic Tarragone (prêt) | Liga Adelante         | 22          | 1           | -                     | -                     | -        | -        | 22    | 1     |
| 2011-2012             | Deportivo La Corogne       | Liga Adelante         | 42          | 3           | 1                     | 0                     | -        | -        | 43    | 3     |
| 2012-2013             | Deportivo La Corogne       | Liga BBVA             | 29          | 1           | -                     | -                     | -        | -        | 29    | 1     |
| 2013-2014             | Deportivo La Corogne       | Liga Adelante         | 37          | 0           | 1                     | 0                     | -        | -        | 38    | 0     |
| 2014-2015             | Deportivo La Corogne       | Liga BBVA             | 33          | 0           | 1                     | 0                     | -        | -        | 34    | 0     |
| 2015-2016             | Deportivo La Corogne       | Liga BBVA             | 22          | 2           | 2                     | 0                     | -        | -        | 24    | 2     |
| 2016-2017             | Deportivo La Corogne       | LaLiga                | 8           | 1           | 1                     | 0                     | -        | -        | 9     | 1     |
| 2017-2018             | Sporting de Gijón (prêt)   | LaLiga 2              | 36          | 1           | 2                     | 0                     | 2        | 0        | 40    | 1     |
| 2018-2019             | Deportivo La Corogne       | LaLiga 2              | 35          | 1           | -                     | -                     | 3        | 1        | 38    | 2     |
| 2019-2020             | Deportivo La Corogne       | LaLiga 2              | 38          | 1           | 1                     | 0                     | -        | -        | 39    | 1     |
| 2020-2021             | Deportivo La Corogne       | Segunda División B    | 21          | 0           | 2                     | 0                     | -        | -        | 23    | 0     |
| 2021-2022             | Deportivo La Corogne       | Primera División RFEF | 33          | 0           | 1                     | 0                     | 2        | 1        | 36    | 1     |
| 2022-2023             | Deportivo La Corogne       | Primera División RFEF | -           | -           | -                     | -                     | -        | -        | 0     | 0     |
| Sous-total            | Sous-total                 | Sous-total            | 298         | 9           | 10                    | 0                     | 5        | 2        | 313   | 11    |
| Total sur la carrière | Total sur la carrière      | Total sur la carrière | 419         | 11          | 16                    | 0                     | 7        | 2        | 442   | 13    |

## Palmarès
- Champion d'Espagne de D2 en 2009 avec le Xerez CD et en 2012 avec le Deportivo La Corogne.